# North River Steamboat
Die North River Steamboat, auch bekannt als Clermont, war das erste kommerziell erfolgreich eingesetzte Dampfschiff der Welt. Der Seitenraddampfer wurde von dem US-Amerikaner Robert Fulton konstruiert und 1807 als Linienschiff in Betrieb genommen.

## Geschichte

### Historischer Kontext
Die North River Steamboat war nicht, wie in der Literatur oft behauptet wird, das erste funktionsfähige Dampfschiff der Welt, aber das erste, das mit kommerziellem Erfolg eingesetzt wurde. Das erste mit Dampf angetriebene Schiff überhaupt, erfand der französische Hugenotte Denis Papin 1707 in Kassel, nachdem er bereits 1690 im Marburg an der Lahn das Prinzip der atmosphärischen Dampfmaschine erfunden hatte. Danach erbaute 1776 der Franzose Claude de Jouffroy d’Abbans mit der Palmipède einen Seitenraddampfer. Insgesamt gesehen war die North River Steamboat das 13. funktionsfähige Dampfschiff in der Geschichte. Zugleich war es nach der von dem Engländer William Symington erbauten Charlotte Dundas von 1802 das zweite für den praktischen Einsatz taugliche Schiff mit diesem Antrieb.

### Clermont
Die Entwicklung der North River Steamboat, von späteren Generationen nur Clermont genannt, war ein gemeinsames Projekt des Politikers und Investors Robert R. Livingston und des Ingenieurs Robert Fulton. Sie wurde ab 1807 als Linienschiff entlang des Hudson Rivers zwischen New York und Albany (Entfernung 240 km bzw. 150 Meilen) eingesetzt. Die Jungfernfahrt erfolgte am 17. August 1807. Für diese Reise benötigte das Dampfschiff zwei Tage, womit die bisherige Reisedauer von einer Woche deutlich verkürzt wurde. Das Schiff von Robert Fulton erwies sich auch als wirtschaftlich erfolgreich und bereitete den Weg für den weiteren Dampfschiffverkehr vor. 1809 wurden mit der Raritan und 1811 mit der Car of Neptune zwei weitere Dampfschiffe in Dienst gestellt.
Die North River Steamboat stand viele Jahre als Passagierschiff im Einsatz, bevor sie ausgemustert und durch neuere, schnellere Schiffe ersetzt wurde, die ebenfalls Raddampfer waren.

## Das Schiff
Das Holzschiff hatte ursprünglich eine Länge von 40,54 m, der Schiffsrumpf war unten abgeflacht und hatte am Schiffsboden eine Breite von 3,96 m und auf Deck von 4,88 m. Im Winter 1807/08 wurde das Schiff umgebaut, der Rumpf wurde auf 45,42 m verlängert und zur Stabilisierung des Schiffs wurde es am Boden auf 4,88 m und auf Deck auf 5,46 m verbreitert. Bei diesem Umbau erhielt das Schiff auch einen neuen Kupfer-Dampfkessel.
Die Clermont besaß zwar eine Einzylinder-Dampfmaschine nach der Bauart Boulton & Watt, war aber noch mit Segeln bestückt und erreichte eine Geschwindigkeit von 4,5 Knoten (8,3 km/h). Der Dampf wurde in einem 6,10 m langen, 2,44 m breiten und 2,13 m tiefen kastenförmigen Dampfkessel erzeugt. Der Zylinder der Dampfmaschine hatte einen Durchmesser von 0,61 m und einen Kolbenhub von 1,22 m. Hiermit wurden zwei Schaufelräder mit einem Durchmesser von 4,57 m angetrieben, die nicht eingehaust waren.
Am 11. Februar 1809 erhielt Robert Fulton ein Patent auf sein Antriebssystem, das im Wesentlichen auf einem umfangreich modifizierten Entwurf von Isaac Briggs und William Longstreet beruhte, der am 1. Februar 1788 ein Patent darauf erhalten hatte (das erste Patent auf ein Dampfschiff überhaupt).

## Benennung
Den Namen North River Steamboat leitete sich von North River, dem alten Namen des Hudson-Rivers ab. Die Benennung Clermont für das Schiff rührt von dem Anwesen Livingstons her, das der Dampfer häufig anlief. Nach dem Umbau wurde das Schiff am 1. Mai 1808 unter dem Namen North River Steamboat of Clermont wieder in Dienst gestellt und später nur noch der Name North River verwendet. In einer Biografie von Fulton aus dem Jahr 1817 wurde das Schiff irrtümlich Clermont genannt. Dieser Name wird bis heute verwendet.

## Nachbau

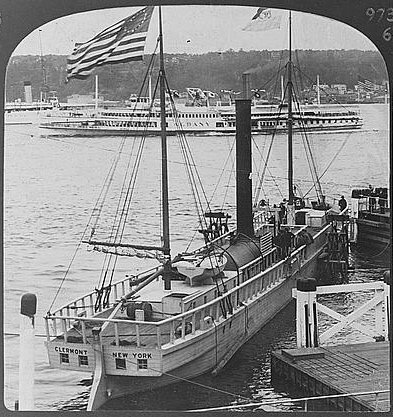
Clermont (1909)

1909 wurde als Ausstellungsstück zur großen 300-Jahr-Feier der Entdeckung des Hudson ohne originale Baupläne des abgebrochenen Schiffes in Staten Island, New York ein Nachbau erstellt. Diese Clermont (1909) wurde 1936 abgebrochen.